# Carya kweichowensis
Carya kweichowensis là một loài thực vật có hoa trong họ Óc chó. Loài này được Kuang & A.M.Lu mô tả khoa học đầu tiên năm 1979.